# Пирамида (телеигра)
Пирамида (англ. The Pyramid) — это телевизионное игровое шоу, которое выходило эфир в нескольких версиях. Первоначальный сезон The $10.000 Pyramid начал транслироваться 26 марта 1973 года и породил семь последующих сезонов шоу «Пирамида» (большинство с полноформатным названием, которое соответствует оригинальному сезону с названием, показывающим увеличение суммы главного приза от $10.000, $20.000, $25.000, $50.000 долларов до $100.000 на протяжении многих лет). В игре участвуют два участника, каждый сидит в паре со знаменитостью. Игроки пытаются угадать ряд слов или фраз, основанных на описаниях, которые дают им игроки по команде. Название шоу имеет отношение к игровой площадке, имеющей форму пирамиды, в которой имеются шесть категорий, расположенных в форме треугольника. Различные сезоны игрового шоу «Пирамида» были награждены в общей сложности девятью дневными премиями «Эмми» за выдающееся игровое шоу, уступая лишь американскому игровому шоу Jeopardy!, которое было награждено тринадцатью премиями «Эмми».
Дик Кларк, который обычно связан с шоу, вёл шоу с 1973 по 1988 годы, за исключением оригинальной версии The $25.000 Pyramid, которая выходила в эфир с 1974 по 1979 годы вместе, ведущим которой был Билл Каллен. Показ версии The $100.000 Pyramid был временно возобновлён в 1991 году, ведущим которой был Джон Дэвидсон. В 2002 году сезон возобновился уже как шоу Пирамида с Донни Осмондом. Самую последнюю версию выпуска Пирамиды, которую показывали на цифровом и спутниковом телеканале GSN, вёл Майк Ричардс. На этом телеканале вышел только один сезон с 40 эпизодами до закрытия в 2012 году. Новая версия The $100.000 Pyramid дебютировала 26 июня 2016 года в прайм-тайм с Майклом Страханом в качестве ведущего. Сериал был продлён на второй сезон.
Повторные показы The $25.000 Pyramid можно смотреть в будние дни на телеканале GSN, а шоу «Пирамида» можно смотреть по утрам в воскресенье и поздно ночью.
Российская версия является аналогом американской версии телеигры, выходила на канале «Россия», ведущим был Иван Ургант.

## История

### История вещания
The $10.000 Pyramid, ведущим которого являлся Дик Кларк, дебютировало 26 марта 1973 года и имело большой успех по рейтингу, поддерживая свои рейтинги даже в тот момент, когда выпуски были отложены, либо были вытеснены из-за Уотергейтского скандала. Спустя год рейтинги были временно снижены (против оригинальной версии шоу Jeopardy! на канале NBC), а показ шоу на канале CBS был отменён. Канал ABC быстро подхватил это шоу и 6 мая 1974 года оно начало вещать в эфире. Согласно обычаю канала CBS сезоны игровых шоу со знаменитостями для канала CBS записывались на плёнку три недели в Голливуде на телестудии CBS Television City (студия 31). Остальные сезоны возникли в Нью-Йорке на том месте, где сейчас располагается театр Эда Салливана (англ. Ed Sullivan Theatre), затем съёмки проходили в Елисейском театре канала ABC (англ. ABC’s Elysee Theatre) с коммутацией каналов.
20 сентября 1982 года показ выпусков шоу возобновился в дневном эфире канала CBS уже как шоу The $25.000 Pyramid, ведущим которого опять был Кларк, но выпуски уже записывались на плёнку в Лос-Анджелесе (студии 33) на телестудии CBS Television City (в настоящее время студия используется для американской версии игрового шоу «Цена удачи», которая известна как «студия Боба Баркера») и осталось там на всё время показа и временное вернувшись в 1988 году.
Оригинальные версии шоу The $25.000 Pyramid и The $50.000 Pyramid записывались в Елисейском театре в Нью-Йорке, а оригинальная версия шоу The $100.000 Pyramid записывалась на студии 33 в Голливуде. Возобновление шоу The $100.000 Pyramid, ведущим которого был Джон Дэвидсон, продолжалось в период с января по декабрь 1991 года и записывалось на плёнку на студии 31. Шоу «Пирамида», ведущим которого был Донни Осмонд, продолжалось с 16 сентября 2002 года по 10 сентября 2004 года и записывалось на плёнку в Sony Pictures Studios. Шоу «Пирамида» записывалось на плёнку в CBS Studio Center.

### Дальнейшее развитие
После аннулирования американской мыльной оперы «Направляющий свет» в апреле 2009 года, шоу «Пирамида» стало одним их трёх потенциальных сезонов, которое рассматривалось в качестве замены ветеранской мыльной оперы. (Телевизионное игровое шоу «Давайте заключим сделку» и телешоу «Назначение свидания» считались двумя другими, несмотря на удар на предыдущие сезоны). Во время записей выпусков на плёнку в июне этого года главный приз повысился до $1.000.000.
В качестве замены мыльной оперы «Направляющий свет» канал CBS передал шоу «Пирамида» и решил забрать себе телевизионное игровое шоу «Давайте заключим сделку», ведущим которого является Уэйн Брейди. Спустя несколько месяцев, в декабре 2009 года, канал CBS заявил об отмене долгоиграющей мыльной оперы «Как вращается мир». Шоу «Пирамида» находилось среди тех номинантов, которые рассматривались в качестве потенциальной замены. 9 апреля 2010 года канал CBS заказал третий пробный сезон. В качестве потенциального ведущего определили Энди Рихтера.
18 мая 2011 года телеканал TBS заявил о разработке возможной новой версии шоу «Пирамида», чтобы Энди Рихтер снова стал ведущим. Позже было заявлено, что шоу сниматься не будет. 16 июня 2012 года был записан на плёнку другой пилотный проект под названием «Пирамида».
12 июля 2012 года канал GSN заявил о том, шоу «Пирамида» было отснято и 3 сентября в сети будет показана премьера шоу, ведущим которого будет Майк Ричардс.

## Игровой процесс

### Начало игры
На игровых площадках шоу «Пирамида» как в основной игре, так и в бонусном раунде «Круг победителей» имеются шесть категорий, расположенных в пирамиде вместе с тремя категориями в нижнем ряду, две в среднем ряду и одна в верхнем. В основной игре положение категории на площадке не считалось показателем по своей сложности. В раунде «Круг победителей» чем выше поднимаешься, тем категории становятся всё труднее и цена выше, чем выше когда они были на площадке.
В игре играют две команды, каждая из которых состоит из знаменитости и гражданского лица. В начале игры командам показывают шесть категорий, чьи названия дают неясные подсказки для их предполагаемого смысла (например, категория «Я весь промок» может относиться к тем вещам, которые находятся в воде). После того, как была выбрана категория, даётся её точное значение (за исключением некоторых бонусных ситуаций, в которых не было дано значение, а денежный/призовой бонус был выигран после того, как были завершены все подсказки). Во время текущих 30 секунд один игрок изображает напарнику подсказки для ряда предметов, которые относятся к категории. Засчитывается только одно очко за каждый верно угаданный предмет. Если слово было пропущено, то даритель не может вернуться к этому слову, а если принимающий игрок позже узнал слово и отгадал его, то команда, как обычно, зарабатывает очко (никакой звуковой эффект в студии не издаётся при этом, чтобы не отвлекать внимание). В версии Осмонда, команда, которая пропустила какие-либо слова, не сможет вернуться к ним, если не осталось времени, но если слово было верно угадано после того, как оно было пропущено, то оно не будет засчитано до тех пор, пока команда не вернётся к этому слову и не угадает его верно.
Изначально, по версии канала CBS, в категории было восемь возможных предметов. В этой категории количество было снижено до семи штук при переезде на канал ABC, и затем в версии, которую вёл Осмонд, число снова снизилось до шести (за 20 секунд). Последующие пилотные выпуски вернулись в 30-секундный формат, который стал стандартным для версии 2012 года. В кратковременном формате Junior Partner Pyramid сохранилось семь слов, но в игре было увеличено время до 35 секунд. При помощи какой-либо части ответа, как результат, исключается предмет в данной подсказке (известно по звуку кукушки во всех версиях, кроме версии Осмонда, в которой используется звук бормотания). Изначально знаменитости давали подсказки как в первом, так и в третьем раундах, а участник во втором раунде. В конечном итоге были изменены правила, и командам предоставлялась возможность выбирать того игрока, который будет давать подсказки в третьем раунде. Это было возвращено в версии Осмонда. В первых двух раундах команды чередовались и команда с наименьшим счётом начинала играть первой в третьем раунде. Тот, кто имел наиболее высокий счёт после трёх раундов, переходил в «Круг победителей». В версиях 1970-80 гг., в редких случаях, те игроки, которым по меньшей мере не удавалось математически сравнять счёт со своим противником до того, как противник сделал свой последний ход (или ещё реже до этого момента), игра заканчивалась, а оставшиеся категории считались сыгранными. Тем не менее, выбывший игрок возвращался в следующую игру.

### Круг победителей
Победитель начальной игры переходил в «Круг победителей», в которой целью для команды было связать шесть категорий в течение 60 секунд с использованием произношения только одного списка слов или фраз, относящихся к данной категории для выигрыша главного приза.

### Ограничения, относящиеся к выигрышам и возврату чемпионов
В дневной версии 1970 года участникам разрешалось оставаться на шоу до своей победы или победы в раунде «Круг победителей». В соответствии с форматом $10.000, игроку, который одержал победу в раунде «Круг победителей», разрешалось сохранять все предыдущие выигрыши. В соответствии с форматом $20.000 общий счёт игрока увеличивался лишь до той суммы, которая была выиграна в раунде «Круг победителей». До 1985 года в синдицированных версиях не было функции возвращения чемпионов.
В синдицированных версиях 1970-х годов если игрок выиграл бонусный приз, то он имел право продолжить выигрывать главный приз $25.000, а сумма бонуса (либо дополнительный денежный бонус, либо предложенная сумма автомобиля в течение всего финального сезона) высчитывалась из общей суммы чемпиона, имея на счёте сумму ровно $25.000. В этой версии не было функции возвращения чемпионов. Во всех версиях, начиная с 1982 года и далее, все бонусные выигрыши в основных играх оставались нетронутыми в том случае, если была выиграна сумма $25.000.
В версиях шоу $25.000 и $100.000 те же два участника соревновались за две части выпуска. Тот игрок, который одержал победу в одной из двух игр в выпуске, имел право сыграть за $10.000 в раунде «Круг победителей». Тот игрок, который одержал победу в обеих играх, имел право сыграть вторым в раунде «Круг победителей» за общую сумму $25.000 (тем самым заработок, например, $750 в первом раунде «Круг победителей» означал то, что во втором раунде заработок стоил дополнительные $24.250 для игрока). Во всех версиях, начиная с 1982 года и до 1991 года, тот игрок, который одержал победу в обеих играх выпуска, становился чемпионом и имел право вернуться в следующем шоу. Если каждый игрок одержал победу только в одной игре с наибольшей общей суммой денег в раунде «Круг победителей», то он становился чемпионом (не засчитывались выигрыши из различных бонусов основной игры). Если два игрока выиграли одинаковую сумму денег в раунде «Круг победителей» (включая в себя выигрыши суммы $10.000), то они оба имели право вернуться в следующем шоу.
Участникам версий, начиная с 1982 года и до 1991 года, разрешалось оставаться в шоу до своей победы, но не более чем на пять шоу. Чемпионы по версии канала CBS устранялись после превышения ограничения схемы выигрышей. Изначально было ограничение до $25.000, но 22 октября 1984 года сумма была увеличена до $50.000 (выпуск № 0542), а 29 сентября 1986 года сумма увеличилась до $75.000 (выпуск № 1041). Игрокам было разрешено сохранять не больше $25.000 после превышения лимита. В игре «Пирамида» (Pyramid) и шоу «Пирамида» (The Pyramid) не было возвращения чемпионов.
Целью шоу «Пирамида» было — попытаться выиграть $25.000. Тем не менее, чтобы дважды попасть в раунд «Круг победителей» и выиграть там, игроку нужно было выполнить эту цель. Если игрок совершил второе падение, не одержав победу в первом раунде, то ему/ей даётся ещё один шанс на $10.000. Если игрок сумел одержать победу в двух раундах, то он/она выигрывает $25.000 и автоматически получает право участвовать в турнире за $100.000.
На шоу «Пирамида» каждый раунд «Круг победителей» проходит на основе $10.000. Добавляется дополнительно $5.000 возможного приза в ту категорию, которую выбрал игрок, несмотря на максимальный приз в раунде «Круг победителей», который составляет $25.000 для каждого участника.